# إبراهيم عجوة
إبراهيم عجوة، سياسي فلسطيني. من مواليد عام 1955 في بلدة السموع في فلسطين جنوب مدينة الخليل، تخرج من مدارسها الثانوية والتحق بجامعة اليرموك الأردنية ويحمل شهادة البكالوريوس في علم الرياضيات.

## مسيرته السياسية
التحق بحركة فتح أثناء دراسته الجامعية عام 1976، انضم إلى الانشقاق الذي حصل في حركة فتح عام 1983 إثر الخروج من بيروت، والتي تشكلت على إثره حركة فتح - الانتفاضة. وحمل التنظيم المنشق اسم حركة فتح داته.منعته سلطات الاحتلال الصهيوني من العودة إلى أرض الوطن لاتهامه بالمشاركة بتنظيم حركة المتطوعين في جامعة اليرموك التي تطوعت للمشاركة في مواجهة الاجتياح الصهيوني للبنان عام 1978 حتى نهر الأولي.
تعرض للاعتقال في الأردن أكثر من مرة أثناء دراسته الجامعية، اعتقل بعد تخرجه من الجامعة عام 82 إثر مشاركته الفاعلة في حشد المتطوعين للمشاركة في مواجهة الاجتياح الصهيوني للبنان.وضع قيد الإقامة الجبرية لمدة عام بعد اعتقال دام طوال فترة اجتياح لبنان. اعتقل عام 87 لمدة ستة أشهر في دائرة المخابرات العامة الأردنية واعتقل بعدها أكثر من مرة ولفترات متفاوتة بسبب نشاطه السياسي .أصبح عضواً في مجلس الحركة الثوري وأميناً لسر إقليم الأردن. تم إعفاءه من مهامه في الحركة إثر فصل أبو خالد العملة من الحركة وهو الرجل الأقوى فيها. وقد اتهم العملة بعد اعتقاله من قبل السوريين أنه متورط في تأسيس ظاهرة فتح الإسلام. أما إبراهيم عجوة فقد اتهم بأنه متورط مع أبو خالد العملة في تأسيس تنظيم قومي. وأنه رافض لقرارات الحركة ويتلقى تعليماته الحركية من أبو خالد العملة.

## من مقالاته
- الشعب الفلسطيني ومخاطر نكبة جديدة ،  الجزيرة نت
- مؤتمر الخريف الأمريكي وخريف المؤتمرات الفلسطينية ، الجزيرة نت
- الهوية الوطنية الفلسطينية بين التكريس والتخليع  ، الجزيرة نت
- حتى لا ينكشف الحقل السياسي الأردني  ،الجزيرة نت
- القدس وجيوبوليتيك الحركة الصهيونية ، الجزيرة نت
- الحرب في لبنان..قراءة في التحولات الكيفية ،الجزيرة نت
- من أغرانات إلى فينوغراد ، الجزيرة نت.
- المعادل السياسي للحربين الرابعة والسادسة مع إسرائيل ،الجزيرة نت